# Mileewa choui
Mileewa choui är en insektsart som beskrevs av Yang och Li 2000. Mileewa choui ingår i släktet Mileewa och familjen dvärgstritar. Inga underarter finns listade i Catalogue of Life.